# Reformierte Kirche Baden

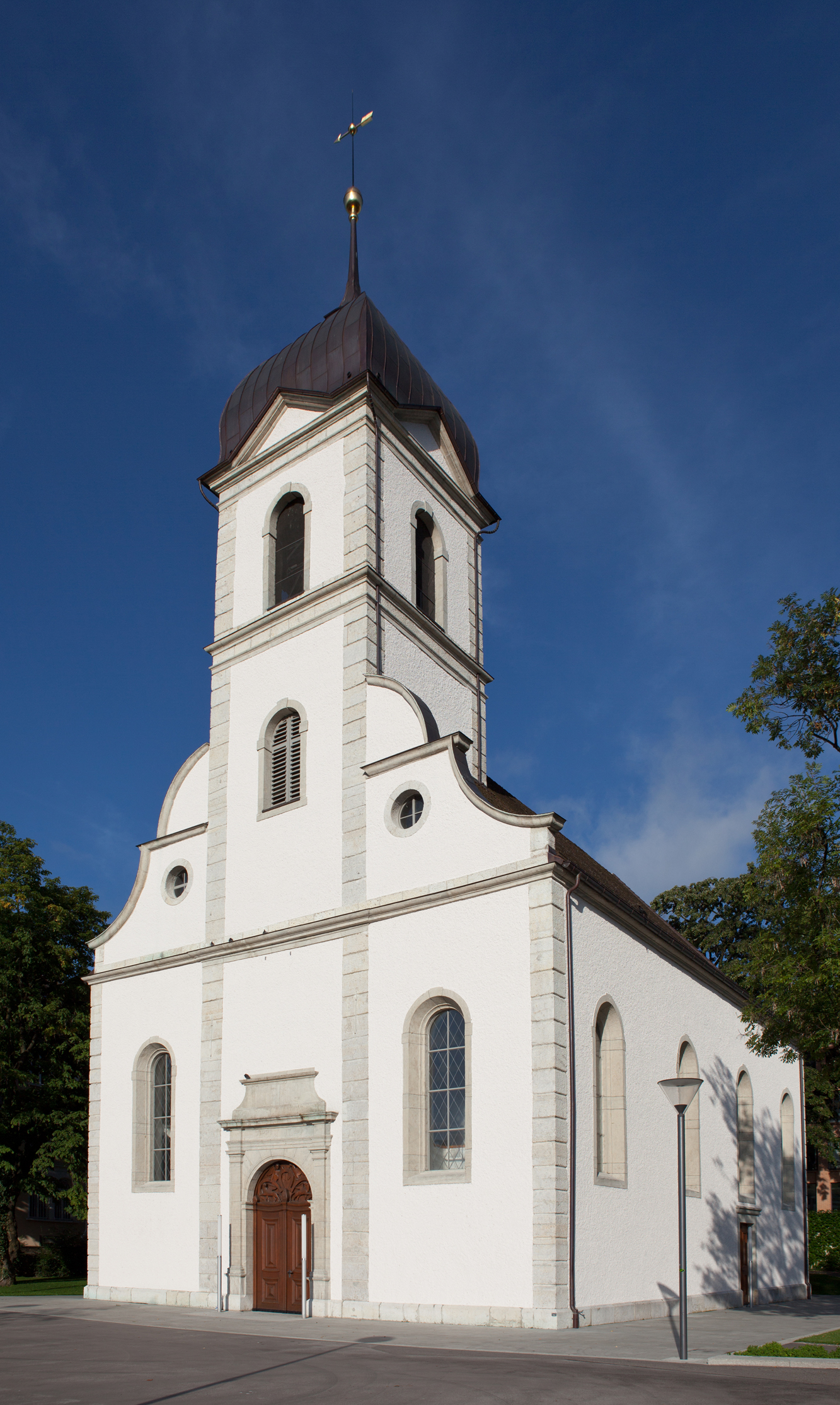
Reformierte Kirche Baden von Nordosten

Die Reformierte Kirche Baden ist heute die zentrale Kirche der reformierten Kirchgemeinde Baden in der Schweiz, die mit ihren Teilkirchgemeinden Baden-Ennetbaden, Ehrendingen-Freienwil, Obersiggenthal und Untersiggenthal die grösste Gemeinde der Reformierten Landeskirche Aargau bildet. Als die barocke Kirche zu Beginn des 18. Jahrhunderts erbaut wurde, gab es jedoch in der Stadt Baden keine reformierte Gemeinde. Für die katholische Bevölkerung war sie eine Provokation.

## Geschichte

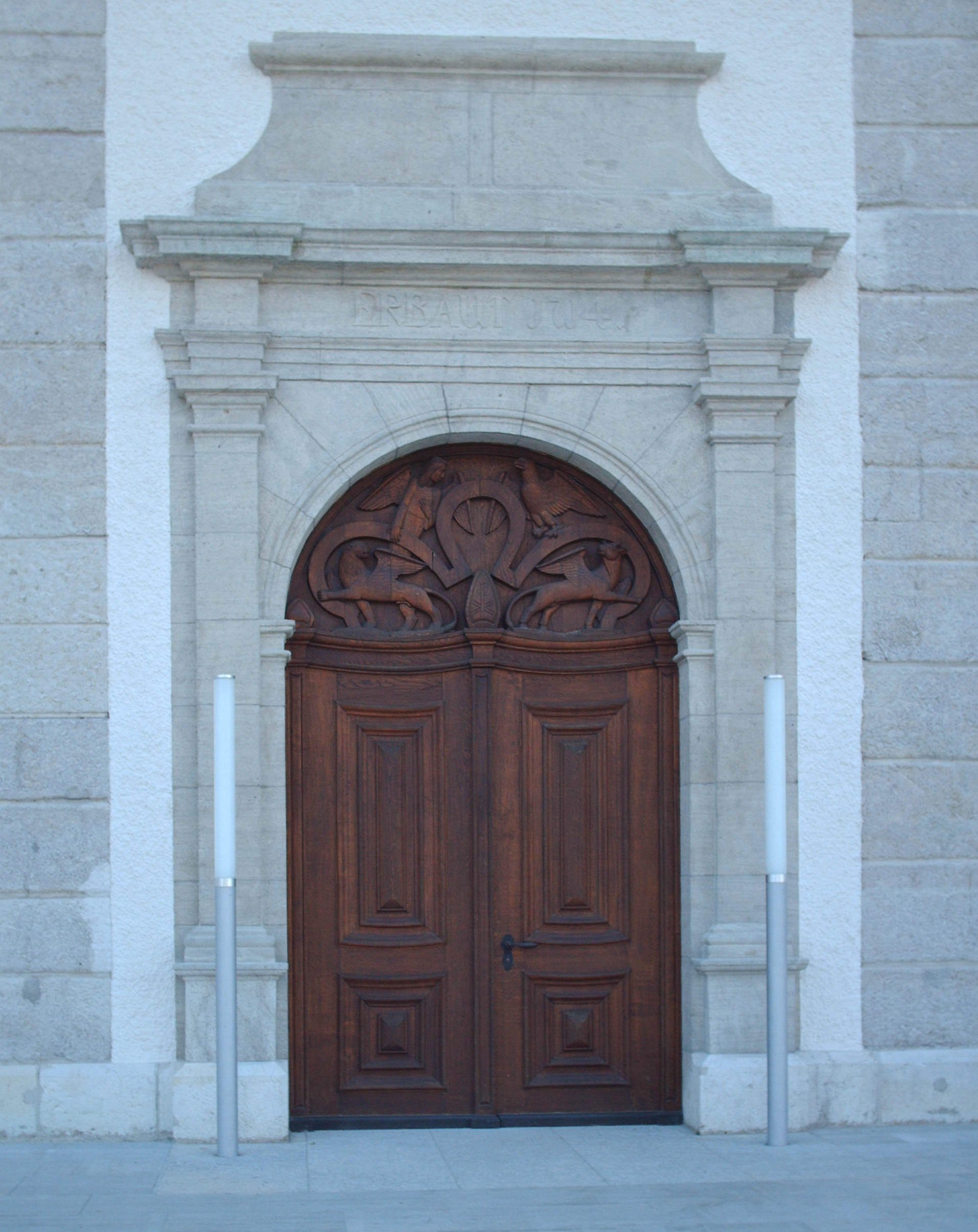
Hauptportal mit den vier Evangelisten

Während des Zweiten Villmergerkriegs wurde das katholische Baden 1712 von Truppen der reformierten Orte Bern und Zürich belagert. Der vier Jahrzehnte zuvor erbauten Festung Stein gelang es nicht, die Stadt gegen den Artilleriebeschuss der Zürcher zu verteidigen, worauf Baden aufgrund der schweren Schäden in der Stadt kapitulieren musste.
Die Sieger erlaubten der Badener Bevölkerung, katholisch zu bleiben, jedoch legten sie im Friedensvertrag fest, dass die Stadt einen Kirchenraum für reformierte Gottesdienste zur Verfügung stellen müsse. Die angebotene Verenakapelle erwies sich als zu klein. Deshalb wurde auf der angrenzenden Spitalwiese, an der Badstrasse zwischen der Stadt und dem Bäderquartier, eine neue Kirche errichtet. Die Steine für den Bau stammten von der geschleiften Festung Stein, das Bauholz musste die Stadt Baden gratis liefern. Der Entwurf stammte von dem Architekten Abraham Dünz dem Jüngeren, aber der mit der Bauleitung beauftragte Vorarlberger Baumeister Franz Beer könnte am Entwurf auch beteiligt gewesen sein.
Rechtzeitig zu Beginn des Badener Friedenskongresses zur Beilegung des Spanischen Erbfolgekriegs konnte die Kirche fertiggestellt werden. Am 1. Juli 1714 hielt Pfarrer Johann Jakob Wolf aus Zürich die erste Predigt. Die geräumige neue Kirche hatte keine eigene Gemeinde, da es in Baden keine freie Niederlassung für Reformierte gab. Die einzigen Reformierten im Ort waren Landvogt und Landschreiber mit Familien und Gesinde, die aus den reformierten Orten Bern, Zürich und Glarus stammten, reformierte Tagsatzungsmitglieder, die Garnison sowie der reformierte Pfarrer, den die Badener auf Anordnung von Zürich aufnehmen mussten. Die zahlreichen Badegäste aus Zürich gehörten ebenfalls zu den Kirchenbesuchern.
In der Mitte des 18. Jahrhunderts kamen zwei reformierte Bauernfamilien in den Badener Vorort Dättwil und bildeten einen Anfang einer ortsansässigen reformierten Gemeinde. Erst mit der allgemeinen Niederlassungsfreiheit 1798 war es auch für Reformierte möglich, sich in der Stadt Baden niederzulassen, und die reformierte Gemeinde konnte sich entwickeln. 1793 fand in der Kirche die Heirat des deutschen Philosophen Johann Gottlieb Fichte mit Johanna Rahn statt, fünfzig Jahre später jene des deutschen Dichters Georg Herwegh mit Emma Herwegh (an der auch der russische Anarchist Michail Bakunin anwesend war).
Inhaber der Kollatur waren bis 1798 Zürich und Bern, die zunächst jeden Sonntag abwechselnd einen Prediger stellten, später aber mehrjährige Amtszeiten einführten. 1803 gelangte der neu gegründete Kanton Aargau in den Besitz der Pfründe. 1861 kam das Kirchengut in den Besitz der Kirchgemeinde, fünf Jahre später konnte diese auch den Pfarrer selbständig wählen.
Im Jahre 2011 übertrug das Schweizer Fernsehen alle vier reformierten Gottesdienste aus dieser Kirche.

## Gebäude

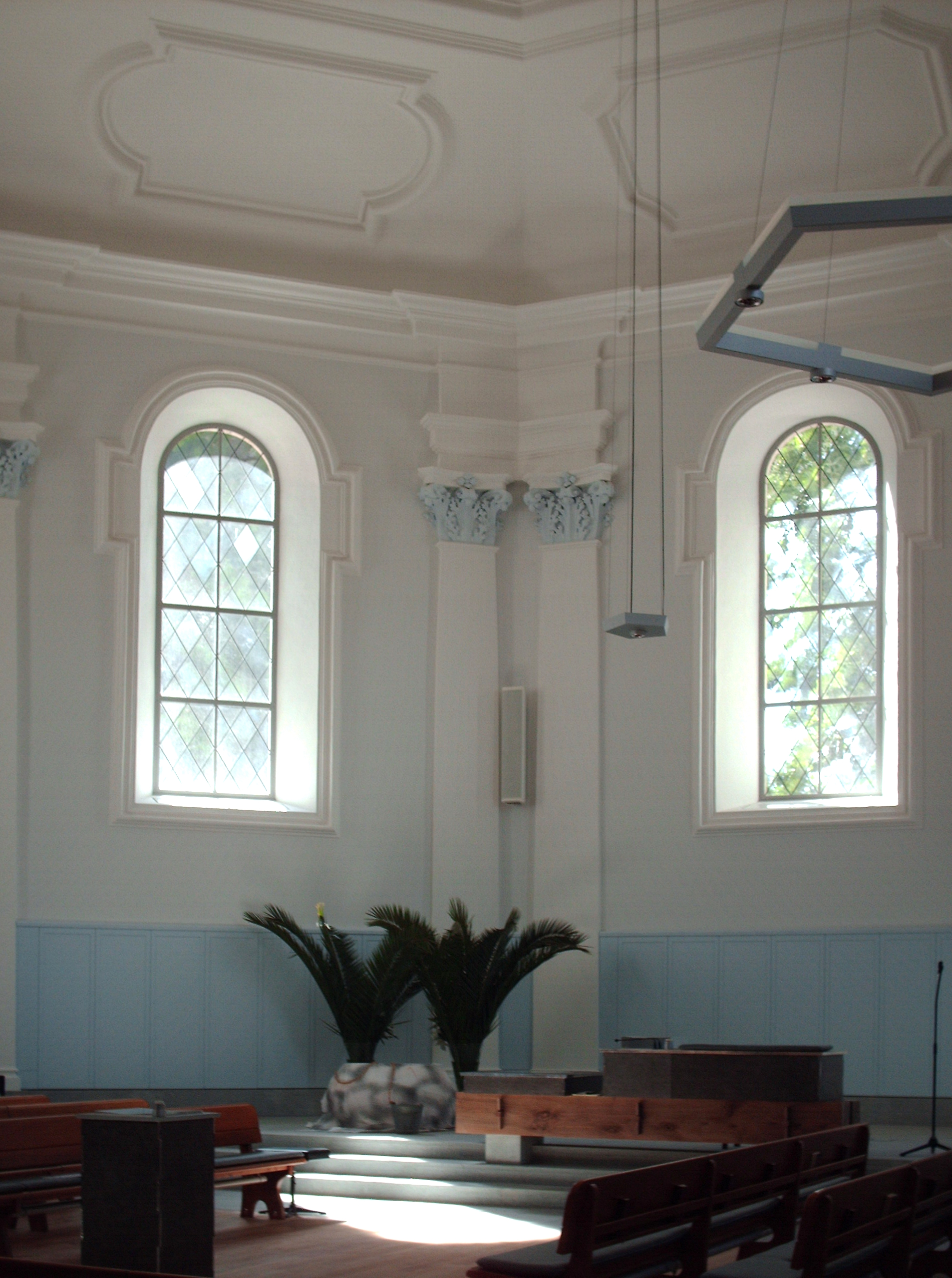
Innenraum

Das seit 1947 unter Denkmalschutz stehende Gebäude ist eine symmetrisch angelegte, barocke Saalkirche. Ihre Länge (27,4 Meter) und ihre Breite (16,6 Meter) stehen im Verhältnis des Goldenen Schnitts zueinander, ebenso die Saalbreite und die Höhe des Daches (10,1 Meter). Der 32 Meter hohe Kirchturm ist in die Frontfassade eingebunden, sein Erdgeschoss bildet eine gemeinsame Halle mit der Kirche. Aufgrund der Lage ist der Eingang im Osten und der Chor im Westen, im Gegensatz zur traditionellen geosteten Orientierung von Kirchen.
Von 2003 bis 2007 wurde die Kirche innen und aussen durch das Architekturbüro Miroslav Šik, Zürich, vollständig renoviert.
Der reformiert schlichte Predigtsaal bietet Platz für 250 Personen. Um eine vielfältige Nutzung zu ermöglichen, wurde er bei der Renovation in vier Bereiche gegliedert: der leicht erhöhte Chor, gegenüberliegende Bankreihen mit einem freien Mittelraum, die durch einen Quergang abgeteilten traditionellen Bankreihen mit Mittelgang und eine grosszügige Begegnungszone beim Eingang.
Bei der Renovation wurden die in den 1940er Jahren entfernten zwei Seiteneingänge sowie das damals entfernte Wandtäfer wiederhergestellt. Der Innenraum ist in Anlehnung an die ursprüngliche Farbigkeit von 1714 im ursprünglichen Weiss, mit blassblauen Kapitellen als einzigem Schmuck an den Wänden gehalten. Die Decke ist wie früher mit Stuckprofilen gegliedert. Neu sind vier moderne fünfeckige Kronleuchter, die je nach Nutzung verschiedene Beleuchtungen ermöglichen.

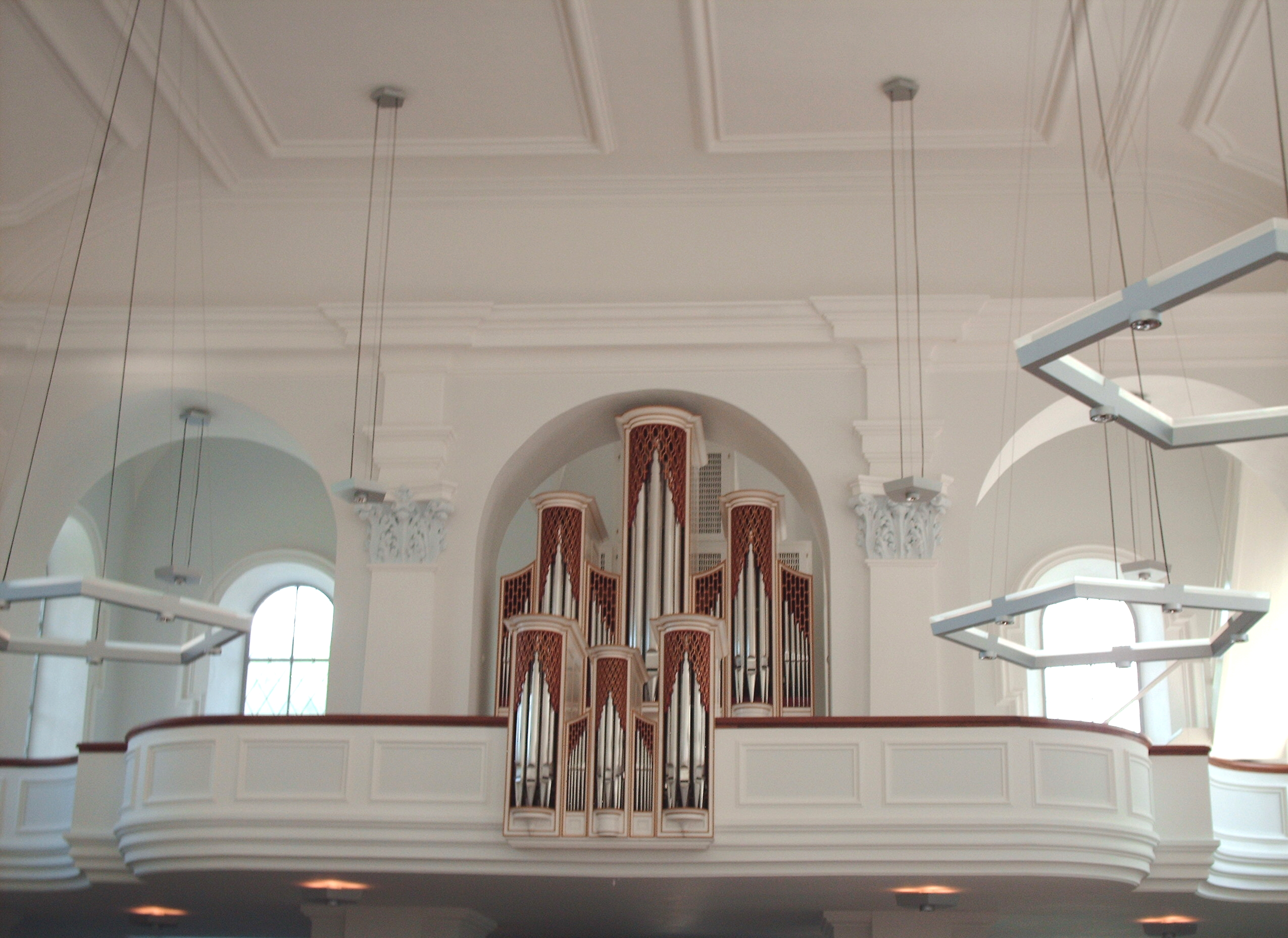
Empore mit Orgel

Im Chor befindet sich eine moderne altarähnliche Einheit aus Holz und Aluminium mit Rednerpult in der Mitte, Taufbecken links und Abendmahlstisch rechts, im freien Mittelraum ist ein Lektorenpult aus dem gleichen Material. 
Die zweimanualige Orgel von 1968 mit 31 Registern stammt von der Firma Orgelbau Kuhn. Sie ersetzt eine Orgel mit 21 Registern von Friedrich Goll aus dem Jahr 1874.

## Glocken
Ursprünglich hingen in der Reformierten Kirche drei Glocken. Im Jahr 1901 entschloss man sich, diese durch ein fünfstimmiges Glockengeläut zu ersetzen:
| Glocke | Schlagton | Glockenspruch                                                                                    |
| ------ | --------- | ------------------------------------------------------------------------------------------------ |
| 1      | c′        | «Die Himmel rühmen des ewigen Ehre» (Psalm 19,2)                                                 |
| 2      | es′       | «Ihr sollt vollkommen sein gleich wie euer Vater in den Himmeln vollkommen ist.» (Matthäus 5,48) |
| 3      | f′        | «Ich bin der Weg, die Wahrheit und das Leben» (Johannes 14,6)                                    |
| 4      | as′       | «Freuet euch im Herrn alle Zeit» (Philipper 4,4)                                                 |
| 5      | c″        | «Lasset die Kinder zu mir kommen» (Markus 10,14)                                                 |